# Badische IX b
| Badische IX b DR-Baureihe 972 | Badische IX b DR-Baureihe 972                | Badische IX b DR-Baureihe 972                |
| ----------------------------- | -------------------------------------------- | -------------------------------------------- |
| Badische IX b Nr. 371         |                                              |                                              |
| Nummerierung:                 | DR 97 201–204                                | DR 97 251–253                                |
| Anzahl:                       | 4                                            | 3                                            |
| Hersteller:                   | Maschinenfabrik Esslingen                    | Maschinenfabrik Esslingen                    |
| Baujahr(e):                   | 1910                                         | 1921                                         |
| Ausmusterung:                 | 1933                                         | 1933                                         |
| Bauart:                       | C1' n2(4v)t                                  | C1' n2(4v)t                                  |
| Gattung:                      | Z 34.16                                      | Z 34.14                                      |
| Spurweite:                    | 1435 mm                                      | 1435 mm                                      |
| Länge über Puffer:            | 10.900 mm                                    | 10.900 mm                                    |
| Höhe:                         | 4248 mm                                      | 4248 mm                                      |
| Gesamtradstand:               | 5050 mm                                      | 5050 mm                                      |
| Leermasse:                    | 45,3 t                                       | 45,6 t                                       |
| Dienstmasse:                  | 56,7 t                                       | 57,0 t                                       |
| Reibungsmasse:                | 42,8 t                                       | 42,8 t                                       |
| Radsatzfahrmasse:             | 14,3 t                                       | 14,3 t                                       |
| Höchstgeschwindigkeit:        | Adhäsion: 45 km/h Zahnrad: 23 km/h           | Adhäsion: 45 km/h Zahnrad: 23 km/h           |
| Treibraddurchmesser:          | 1080 mm                                      | 1080 mm                                      |
| Laufraddurchmesser (hinten):  | 850 mm                                       | 850 mm                                       |
| Zahnradsystem:                | Bissinger-Klose                              | Bissinger-Klose                              |
| Anzahl Antriebszahnräder:     | 1                                            | 1                                            |
| Steuerungsart:                | Heusinger                                    | Heusinger                                    |
| Zylinderanzahl:               | 4                                            | 4                                            |
| Zylinderdurchmesser:          | 450 mm                                       | 450 mm                                       |
| Kolbenhub:                    | 550 mm                                       | 550 mm                                       |
| Zylinderd. Zahnradantrieb:    | 450 mm                                       | 450 mm                                       |
| Kolbenhub Zahnradantrieb:     | 550 mm                                       | 550 mm                                       |
| Kesselüberdruck:              | 14 bar                                       | 14 bar                                       |
| Anzahl der Heizrohre:         | 178                                          | 178                                          |
| Heizrohrlänge:                | 3200 mm                                      | 3850 mm                                      |
| Rostfläche:                   | 1,83 m²                                      | 1,8 m²                                       |
| Strahlungsheizfläche:         | 8,16 m²                                      | 8,2 m²                                       |
| Rohrheizfläche:               | 89,43 m²                                     | 107,5 m²                                     |
| Überhitzerfläche:             | 25,15 m²                                     |                                              |
| Verdampfungsheizfläche:       | 97,59 m²                                     | 115,7 m²                                     |
| Wasservorrat:                 | 5 m³                                         | 5 m³                                         |
| Brennstoffvorrat:             | 1,5 t Kohle                                  | 1,5 t Kohle                                  |
| Bremsen:                      | Westinghouse-Druckluftbremse                 | Westinghouse-Druckluftbremse                 |
| Lokbremse:                    | Riggenbach-Gegendruckbremse, Wurfhebelbremse | Riggenbach-Gegendruckbremse, Wurfhebelbremse |

Die Lokomotiven der Gattung IX b der Großherzoglich Badischen Staatseisenbahnen waren Zahnradlokomotiven, deren Zahnradtriebwerk für das Befahren von Gleisen mit Zahnstangen System Bissinger-Klose auf der Höllentalbahn im Schwarzwald ausgelegt waren.
Die Lokomotiven wurden 1925 von der Deutschen Reichsbahn als Baureihe 972 in ihren Nummernplan eingeordnet. Die Loks wurden später durch die Fahrzeuge der DR-Baureihe 85 ersetzt.

## Geschichte

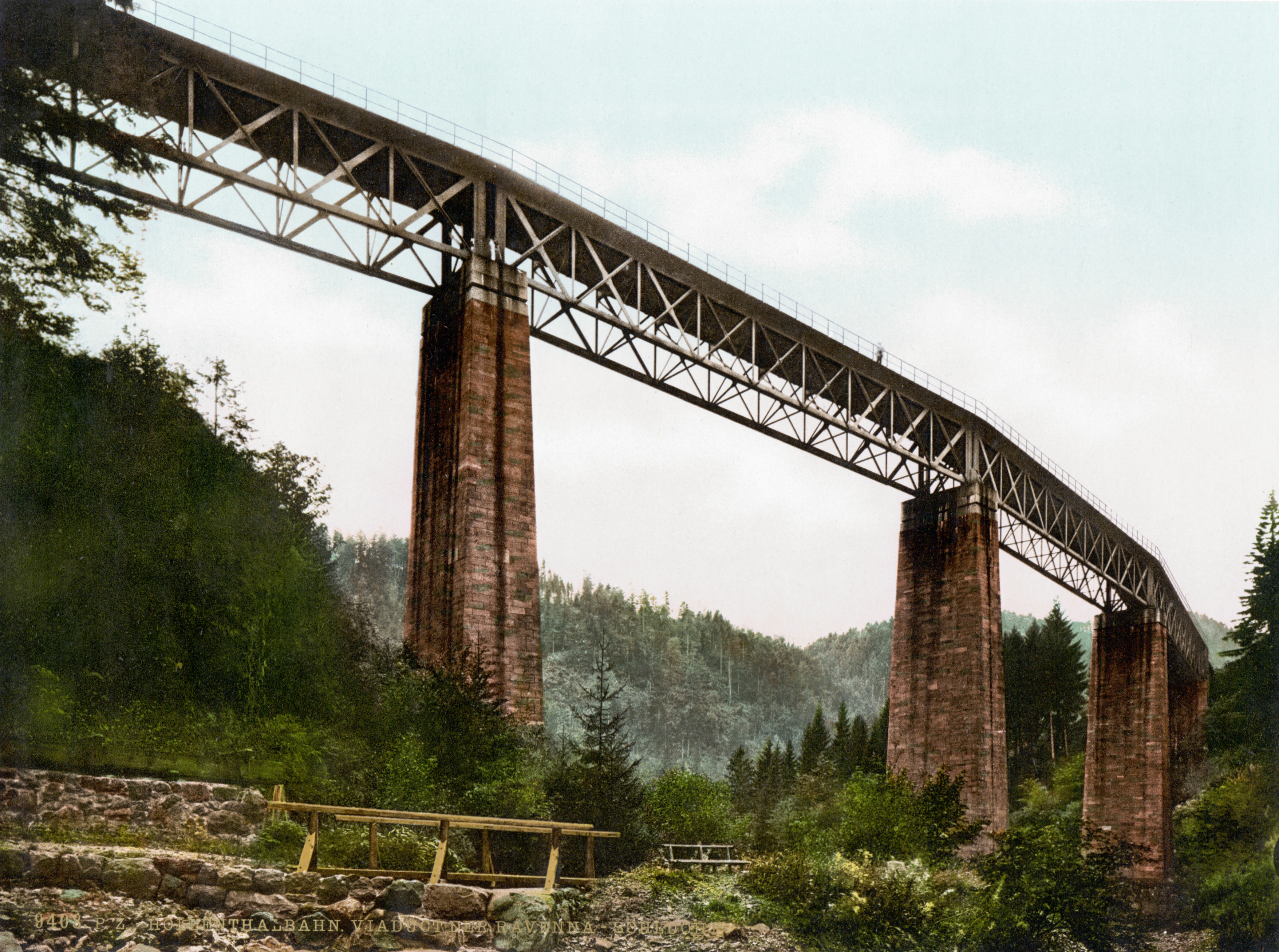
Ravenna-Viadukt um 1900

Mit dem steigenden Verkehr auf der Höllentalbahn gerieten die Lokomotiven der Gattung IX a am Anfang der 1900er Jahre an die Grenze ihrer Leistungsfähigkeit. Neu zu beschaffenden Maschinen konnten wegen der Belastbarkeit der Strecke, vor allem des Ravenna-Viaduktes, nicht für den reinen Adhäsionsbetrieb mit einer hohen Radsatzfahrmasse ausgelegt werden. Es musste deshalb wieder auf eine Zahnradlokomotivkonstruktion zurückgegriffen werden. Das Anforderungsprofil verlangte die Beförderung eines 150 t schweren Zuges bei 22,7 ‰ mit 25 km/h, bei 25 ‰ mit 23 km/h und auf dem Zahnstangenabschnitt mit 12 km/h. Der steilste Abschnitt mit 54,8 ‰ sollte noch mit 10 km/h befahren werden. Die Lokomotiven sollte eine Höchstgeschwindigkeit im Reibungsbetrieb von 45 km/h und 18 km/h im Zahnradbetrieb erreichen.
Die ersten vier Lokomotiven wurden 1910 von der Maschinenfabrik Esslingen geliefert. Diese Lokomotiven wurden mit einem Clench-Gölsdorf-Dampftrockner ausgestattet. Dieser erwies sich in der Wartung und Unterhaltung als zu unwirtschaftlich, so dass er bereits 1916 ausgebaut wurde. 1921 wurden nochmals drei Lokomotiven geliefert. Diese besaßen von vornherein keinen Überhitzer.
Bei Probefahrten zur Abnahme der ersten Lokomotiven im November 1910 wurde rechnerisch eine Leistung von 700 PS ermittelt. Die Lokomotiven wurden im Bahnbetriebswerk in Freiburg im Breisgau stationiert und wurden üblicherweise als Schiebelokomotiven auf der Höllentalbahn eingesetzt. Der Einsatz als Zuglokomotive war relativ selten. Talwärts kamen die Maschinen vor Güterzügen zum Einsatz, nur in Ausnahmefällen vor Personenzügen. Die Masse der Züge war auf eine Wagenleermasse von 140 t bei Güterzügen und 115 t bei Personenzügen beschränkt.
1927 wurde das Ravenna-Viadukt durch eine gemauerte Brücke mit höherer Tragfähigkeit ersetzt. In der Folge beschaffte die Reichsbahn 1932/1933 für die Strecke die Lokomotiven der Baureihe 85. Damit konnten die Maschinen der Gattung IXb Ende 1933 ausgemustert und verschrottet werden.

## Konstruktive Merkmale
Die Lokomotiven verfügten über einen 905 mm hohen Rahmen aus 20 mm dicken Blechen. Die 12 mm dicken Quer- und Längsversteifungsbleche waren ausgeschnitten. Die beiden seitlichen Rahmenplatten hatten einen Abstand von 1225 mm, im Bereich der Laufachse war sie auf 1180 mm eingezogen.
Der Langkessel bestand aus zwei Schüssen. Der Dampfdom mit dem Ventilregler saß mit dem Sandkasten unter einer gemeinsamen Verkleidung auf dem hinteren Kesselschuss. Die Feuerbüchse reichte bis zwischen die Rahmenbleche. Das Blasrohr war mit einer verstellbarer Düse Bauart NORD versehen und die zwei Sicherheitsventile waren von der Bauart Pop. Die Lokomotiven der ersten Bauserie verfügten über einen Clench-Gölsdorf-Dampftrockner.
Die Lokomotive hatten ein Vierzylinder-Triebwerk System Winterthur. Die äußeren Hochdruck-Zylinder der Adhäsionsmaschine arbeitete im Reibungsabschnitt im Zwillingsprinzip auf die zweite Kuppelachse. Im Zahnstangenabschnitt wurde das gesamte Triebwerk im Verbundprinzip gefahren. Das Zahnradtriebwerk war als Niederdrucktriebwerk ausgelegt. Die Kraftübertragung erfolgte mittels Vorgelege und Zahnräder. Die getrennten Heusinger-Steuerungen der beiden Triebwerke besaßen eine gemeinsame Umsteuerung.
Das Laufwerk verfügte über eine Vierpunktabstützung. Die Blattfederpakete lagen über den Achsen. Die Federn der beiden äußeren Radsätze waren durch einen Längsausgleichhebel verbunden. Der zweite Kuppelradsatz war um jeweils 24 mm seitenverschiebbar, der Laufradsatz um 40 mm.
Die Lokomotiven verfügten über selbsttätige und nichtselbsttätige Westinghouse-Druckluftbremsen für die Kuppelräder sowie den Zug. Die Riggenbach-Gegendruckbremse wirkt auf die Kuppelräder und das Zahnrad. Eine zusätzliche Wurfhebelbremse bremste ebenfalls die Kuppelräder. Die Luftbehälter waren unter dem Führerhaus angebracht.
Der Druckluftsandstreuer sandete die zweite Kuppelachse bei Vor- und Rückwärtsfahrt. Die Radreifen der zweiten Bauserie konnten durch den Abdampf der Luftpumpe genässt werden. Bei der ersten Bauserie verfügte der Laufradsatz über eine Spurkranzschmierung. Das Führerhaus verfügte für Tunnelfahrten über schließbare Schiebeläden. Das Wasser war in seitlichen Wasserkästen untergebracht. Der Kohlevorrat befand sich hinter dem Führerhaus.